# Ophiomyia coniceps
Ophiomyia coniceps är en tvåvingeart som först beskrevs av Malloch 1915.  Ophiomyia coniceps ingår i släktet Ophiomyia och familjen minerarflugor. Inga underarter finns listade i Catalogue of Life.